# Explorer 4
Explorer 4 là một vệ tinh của Hoa Kỳ được phóng vào ngày 26 tháng 7 năm 1958. Nó được thiết kế bởi nhóm của Tiến sĩ James van Allen. Cơ quan dự án nghiên cứu tiên tiến của Bộ Quốc phòng Hoa Kỳ đã lên kế hoạch cho hai vệ tinh được phóng lên với mục đích nghiên cứu vành đai bức xạ Van Allen và ảnh hưởng của vụ nổ hạt nhân lên các vành đai này (và từ trường Trái Đất nói chung). Tuy vậy Explorer 4 là vệ tinh duy nhất trong kế hoạch được phóng lên vì vệ tinh còn lại, Explorer 5, bị lỗi khi phóng lên.
Explorer 4 là một vệ tinh hình trụ được thiết kế để thực hiện các phép đo chi tiết đầu tiên của các hạt tích điện (proton và electron) bị mắc kẹt trong các vành đai bức xạ trên mặt đất.

## Nhiệm vụ
Được phóng từ một tên lửa Juno I, nhiệm vụ này được giữ bí mật trước công chúng trong sáu tháng.
Thông tin từ vệ tinh được phân tích cho ba cuộc thử nghiệm vũ khí hạt nhân của Operation Argus ở độ cao lớn.
Một chuyển động bất ngờ của vệ tinh khiến việc giải thích dữ liệu của máy thăm dò rất khó khăn. Máy phát công suất thấp và máy phát hiện sóng bằng nhựa đã ngừng làm việc vào ngày 3 tháng 9 năm 1958. Hai ống Geiger-Müller và máy dò tinh thể iodide tiếp tục hoạt động bình thường cho đến ngày 19 tháng 9 năm 1958. Máy phát công suất cao ngừng gửi tín hiệu vào ngày 5 tháng 10 năm 1958. Người ta tin rằng sự cạn kiệt của pin điện đã gây ra những việc này. Tàu vũ trụ này bị rời quỹ đạo và rơi trở lại vào khí quyển Trái Đất sau 454 ngày vào ngày 23 tháng 10 năm 1959.